# Laßnitzhöhe
Laßnitzhöhe là một đô thị thuộc huyện Graz-Umgebung bang Steiermark, nước Áo. Đô thị Laßnitzhöhe có diện tích 14,84 km², dân số thời điểm cuối năm 2005 là 2623 người.